# Prieuré Saint-Apollinaire
Le prieuré Saint-Apollinaire est un ancien prieuré bénédictin puis cistercien, déclaré bien national puis vendu en 1797, devenu propriété privée sous le nom de « domaine Saint-Apollinaire ». Il situé sur le ban communal de Michelbach-le-Haut en Alsace.

## Histoire
En 1144, le pape Lucius II prend sous sa protection directe un prieuré bénédictin d'hommes dédié à la Vierge situé à Michelbach. Dans la première moitié du XIIIe siècle celui-ci est occupé par des Bénédictines qui en sont écartées en 1253 au prétexte de vie dissolue. Le couvent revient alors en 1276 à l'abbaye cistercienne de Lucelle qui acquiert le village en 1329 et en reste propriétaire jusqu’en 1789. À partir de 1513 la paroisse est gérée et desservie par les pères du prieuré.
L'église n’est dédiée à saint Apollinaire qu'en 1334. Afin de valoriser les reliques de ce saint détenues depuis 1179 par l’abbaye de Salem, une des filles de Lucelle, un pèlerinage s’y développe à partir de 1498.

## Description et architecture
Le monastère, qui n'existe plus, n'est connu que par une vue d'Emmanuel Büchel de 1756 et par un plan de 1780. L'église montre un chœur polygonal à contreforts, une nef légèrement plus large et un campanile à toit en bulbe. Le chœur semble gothique et voûté. 

### Après la Révolution
En 1792, la statue de saint Apollinaire datée des années 1530/1540 et dont la polychromie et la dorure ont été restaurées, est transférée dans l'église paroissiale de Michelbach-le-Haut où le pèlerinage subsiste jusque dans la première moitié du XXe siècle.
Les autels du prieuré de Saint-Apollinaire exécutés vers 1735 par Nicolas Delfis, 44° abbé de Lucelle, sont acquis en 1810 par la commune de Folgensbourg pour son église. Le maître-autel est alors amputé d’une partie de son couronnement.

## Événements et propriétaires successifs
- 1144 - première moitié du XIIe siècle : prieuré de Bénédictins
- Première moitié du XIIIe siècle - 1253 : couvent de sœurs bénédictines
- 1253 - 1791 : abbaye cistercienne de Lucelle
- 1797 : vendu pour 150 000 F après avoir été déclaré bien national
- Environ 1810 : Général baron Georges Emmanuel Beuret.
- XXe siècle : Famille Laroche
- 2017-2020 : travaux d'aménagements du golf Saint-Apollinaire